# Twisted (Fernsehserie)
Twisted ist eine US-amerikanische Jugend-Mysteryserie mit Avan Jogia und Denise Richards in den Hauptrollen. Produziert wurde die Serie in den Jahren 2013 und 2014 von Pariah Television in Zusammenarbeit mit ProdCo Original für den Sender ABC Family. Sie handelt von einem 16-jährigen Teenager, der zum Hauptverdächtigen in einem Mordfall wird. Die Erstausstrahlung in den Vereinigten Staaten erfolgte am 19. März 2013 im Anschluss an das dritte Staffelfinale von Pretty Little Liars als Vorschau. Die restlichen Episoden wurden zwischen dem 18. Juni 2013 und dem 1. April 2014 gezeigt.

## Handlung
Danny Desai zieht in seine alte Heimat zurück, in der vor einigen Jahren seine Tante Tara ermordet wurde. Danny wurde damals für diese Tat wegen Mordes verurteilt und musste fünf Jahre lang in Haft. Nach seiner Rückkehr freundet er sich mit seinen alten Freunden Jo und Lacey wieder an, obwohl alle anderen aus der Stadt ihn verachten und mit einer Hexenjagd durch die Medien konfrontieren. Auch von seinen anderen Schulkameraden wird er geächtet. Doch als Regina Crane ermordet aufgefunden wird, wird Danny in aller Öffentlichkeit als tatverdächtig dargestellt, da er zuvor eine SMS von ihr erhielt, in der stand, dass sie wüsste, was es mit dem Mord an seiner Tante auf sich hätte. Jo und Danny beginnen auf eigene Faust zu ermitteln und wollen um jeden Preis seine Unschuld beweisen.
Derweil gerät Jo mit ihrem Vater Kyle aneinander, da dieser die aufflammende Freundschaft mit Danny ein Dorn im Auge ist und er ihn für schuldig am Mord an Regina Crane hält. Sie beschließt, Dannys Unschuld zu beweisen, und versucht sich wieder mit Lacey anzufreunden, um mehr über Regina zu erfahren und Beweise gegen Danny zu suchen. Auch Danny probiert wieder im Schulleben Fuß zu fassen und meldet sich bei der Fußballmannschaft an. Dort gerät er jedoch gleich mit Archie Yates aneinander, der Danny ohnehin nicht mag, da er mit Lacey zusammen ist. Danny und Lacey beginnen eine Affäre, trennen sich aber, als die Beziehung öffentlich wird. Archie verlässt Lacey und sie wird zu einer Außenseiterin. Sie kommt erneut mit Danny zusammen, aber sie trennen sich erneut, weil sie ihm nicht vertrauen kann.
Im weiteren Verlauf der Staffel taucht der totgeglaubte Vater von Danny und Ehemann von Karen, Vikram Desai, wieder auf. Er hat damals gemeinsam mit Jack Taylor seinen eigenen Tod bei einem Bootsausflug vorgetäuscht. Es kommt heraus, dass er seine Schwester Tara ermordet hatte und Danny die Schuld auf sich genommen hat. Außerdem erfahren Karen und Danny, dass er eine Affäre mit Karens Freundin Tess sowie mit Reginas Mutter Gloria hatte. Regina hatte die beiden erwischt, weshalb Vikram Marilyn Rossi beauftragte, Regina Crane zu töten, damit diese niemandem erzählt, dass er noch lebt. Danny und Jo kommen dem Geheimnis auf die Spur und es kommt zu einer Konfrontation an den Klippen der Stadt. Als Vikram Jo angreifen will, wird er von Danny von den Klippen gestoßen. Marilyn Rossi wird wegen Mordes verhaftet. 
Danny entwickelt Gefühle für Jo, muss diese jedoch unterdrücken, da er von seinem ehemaligen Zellengenossen Charlie McBride erpresst wird. Charlie hatte herausgefunden, dass Danny seinen Vater auf dem Gewissen hat, und droht, damit zur Polizei zu gehen. Da Danny nicht noch einmal ins Gefängnis will, lässt er zu, dass Charlie und Jo eine Beziehung beginnen. Tess und Karen sind über die Geständnisse schockiert und können nicht glauben, dass Vikram tot ist. Sie stellen weitere Nachforschungen an und finden heraus, dass Charlie McBride Tess’ Sohn ist.

## Figuren
Danny DesaiDanny ist ein charismatischer 16-jähriger Junge, der ein mutmaßlicher Soziopath war. Im Alter von elf soll er seine Tante ermordet haben und wurde dann in Haft gesteckt. Er gestand den Mord an seiner Tante, verschwieg aber seine Motive. Nach seiner Entlassung zieht er in seine alte Heimat zurück. Er baut langsam wieder eine Beziehung zu seinen alten Freunden auf, bis er wegen Mordes an einer Mitschülerin wieder unter Verdacht gerät. Er beginnt eine heimliche Affäre mit Lacey. Als sie Sex miteinander haben, werden sie von jemandem gefilmt.
Jo MastersonJo ist ein toughes und verwundbares Mädchen, das seit den Ereignissen von damals als Außenseiterin behandelt wird. Jo war sehr eng mit Danny befreundet und hat den entstellten Leichnam von Dannys Tante entdeckt. Als Danny ein weiteres Mal unter Mordverdacht gerät, hält sie zu ihm und wird so zu einer wichtigen Bezugsperson für ihn. Mit der Zeit wachsen auch ihre Gefühle für Danny.
Lacey PorterLacey war früher die beste Freundin von Jo und Danny. Doch sie hat ihre Vergangenheit hinter sich gelassen und will nichts mehr mit ihren alten Freunden zu tun haben, da sie nicht riskieren will, ihre Beliebtheit zu verlieren. Sie ist die Freundin von Archie. Nach einiger Zeit jedoch gibt sie dem Werben von Danny nach und beginnt mit ihm eine geheime Beziehung, die jedoch durch Geheimnisse von Danny aufgelöst wird.
RicoEr ist der beste Freund von Jo, der heimlich in sie verliebt ist. Rico ist wegen seiner Intelligenz sehr unpopulär an der Schule. Er glaubt auch, dass Danny unschuldig ist, fängt jedoch an, dies in Frage zu stellen. Später führt er eine Beziehung mit Andie Dang.
Karen DesaiSie ist die Mutter von Danny und war früher eine der beliebtesten Personen der Stadt. Doch seit ihr Sohn des Mordes beschuldigt wurde, wird sie von den Leuten in der Stadt gemieden. Sie fängt eine Beziehung mit Jack Taylor an, ohne zu ahnen, dass er ihrem Mann damals geholfen hat, seinen Tod vorzutäuschen.
Tess MastersonSie ist die Mutter von Jo, die versucht hat, Danny freizusprechen, jedoch immer wieder mit ihrem Mann aneinandergeraten ist. In noch jungen Jahren hatte sie eine Affäre mit Dannys Vater.
Kyle MastersonEr ist der Sheriff der Stadt und Jos Vater. Er ist über Dannys Anwesenheit von Anfang an nicht begeistert und versucht den Kontakt zwischen Jo und Danny zu verhindern.

## Produktion
Ende August 2012 hat der US-amerikanische Fernsehsender ABC Family den Serienpiloten Socio in Auftrag gegeben. Im Oktober 2012 erhielt Avan Jogia die Hauptrolle des Danny Ryder. Zuvor wurden schon Maddie Hasson und Kylie Bunbury für Hauptrollen besetzt. Weitere Hauptrollen ergatterten Denise Richards als Danny's Mutter Karen und Kimberly Quinn in der Rolle der Tess. Kathy Najimy und Grey Damon wurden für Nebenrollen gecastet.
Im Februar 2013 gab ABC Family die Produktion einer ersten Staffel bekannt. Die Pilotfolge wurde im Oktober 2012 in New York gedreht. Die Produktion für die erste Staffel hat Anfang April 2013 begonnen. Die Episodenanzahl der ersten Staffel wurde Ende Juli 2013 auf eine volle Staffellänge erhöht.
Mitte August 2014 gab ABC Family die Einstellung der Serie bekannt.

## Besetzung
Die Synchronisation entsteht unter der Dialogregie von Solveig Duda durch die Synchronfirma Scalamedia in München.

### Hauptbesetzung
| Rolle          | Schauspieler    | Hauptrolle (Episoden) | Synchronsprecher       |
| -------------- | --------------- | --------------------- | ---------------------- |
| Danny Desai    | Avan Jogia      | 1–19                  |                        |
| Jo Masterson   | Maddie Hasson   | 1–19                  | Maresa Sedlmeir        |
| Lacey Porter   | Kylie Bunbury   | 1–19                  | Katharina Schwarzmaier |
| Rico           | Ashton Moio     | 1–19                  | Maximilian Belle       |
| Tess Masterson | Kimberly Quinn  | 1–19                  | Claudia Lössl          |
| Karen Desai    | Denise Richards | 1–19                  | Dascha Lehmann         |
| Kyle Masterson | Sam Robards     | 1–19                  | Manfred Trilling       |

### Nebenbesetzung
| Rolle           | Schauspieler        | Rollenbeschreibung | Nebenrolle (Episoden) | Synchronsprecher     |
| --------------- | ------------------- | --- | --------------------- | -------------------- |
| Mrs. Fisk       | Kathy Najimy        | Eine charismatische, exzentrische Psychologielehrerin. | 1                     |                      |
| Archie Yates    | Grey Damon          | Lacey's Ex-Freund, der nicht begeistert war, dass sich Lacey wieder mit Danny anfreundet und sich deswegen von Lacey trennt. | 1–11                  | Benedikt Gutjan      |
| Regina Crane    | Karynn Moore        | Lacey beste Freundin, die von Marilyn Rossi im Auftrag von Vikram Desai ermordet wurde. | 1, 5, 11              |                      |
| Sarita          | Jamila Velazquez    | Eine beliebte Schülerin und frühere Freundin von Regina Crane. | 1–11                  | Gabrielle Pietermann |
| April Tanaka    | Keiko Agena         | Trauerbegleiterin an der Green Grove High. | 2, 16                 | Claudia Jacobacci    |
| Phoebe Daly     | Brittany Curran     | Phoebe ist eine überdramatische Klassenkameradin, die gerne im Rampenlicht steht. Sie versucht, sich mit Lacey anzufreunden und offenbart ihr, dass sie mit Regina gut befreundet war, bis sie sich wegen eines Jungen gestritten haben. Sie ist die Schwester von Tyler. | 2–11                  | Farina Brock         |
| Sandy Palmer    | Daya Vaidya         | Eine toughe, intelligente und attraktive Deputy von Kyle. | 2–4                   |                      |
| Doug            | Ely Henry           | Er filmte Danny und Lacey beim Sex. | 2–10                  | Manuel Straube       |
| Cole            | John DeLuca         | Fußballspieler, der sich als einziger mit Danny anfreundet. Später wird er mit Mottenkugeln vergiftet. Der Verdacht fällt auf Danny, der daraufhin die Fußballmannschaft verlassen muss.                                                                                  | 4–14                  |                      |
| Gloria Crane    | Jessica Tuck        | Die Mutter von Regina Crane. Nach dem Tod ihrer Tochter geht sie auf Karen los, da dessen Sohn der Hauptverdächtige ist. Sie hatte eine Affäre mit Vikram. | 4–13                  |                      |
| Judy Porter     | Robin Givens        | Die Mutter von Lacey. Sie gehört den gleichen sozialen Kreise wie Gloria an. Sie hofft, dass ihre Tochter sich wieder mit ihrer alten Freundin Jo anfreundet. | 4, 9                  |                      |
| Vikram Desai    | TJ Ramini           | Dannys Vater und Karens Ehemann. Er wird von Danny getötet. | 4, 9–16               |                      |
| Mr. Rollins     | Christopher Cousins | Bürgermeister der Stadt, in Geschäfte verwickelt. | 5, 10, 13             |                      |
| Tyler Lewis     | Chris Zylka         | Tyler ist ein beliebter Schüler, der sich für Jo interessiert und mit ihr auch ausging. Er steckte hinter dem Sprungseil-Streich an Danny und filmte dies für seinen Dokumentarfilm. Er ist der Bruder von Phoebe.                                                        | 7–11                  | Johannes Raspe       |
| Eddie Garrett   | Aaron Hill          | Ein mutiger und furchtloser Polizist. | 7–19                  | Alexander Brem       |
| Marilyn Rossi   | Stacy Haiduk        | Privatdetektivin und die Mörderin von Regina Crane. | 10–13                 | Susanne von Medvey   |
| Charlie McBride | Jack Falahee        | Sohn von Tess, der hinter die Geheimnisse von Danny kommt. | 12–19                 | Patrick Roche        |
| Jack Taylor     | Ivan Sergei         | Bootsmechaniker und Vikrams alter Geschäftspartner. Er beginnt wiederum eine Beziehung mit Karen. | 12–19                 |                      |
| Andie Dang      | Cynthy Wu           | Neue Schülerin, kommt mit Rico zusammen. | 14–19                 | Marieke Oeffinger    |
| Whitney Taylor  | Brianne Howey       | Tochter von Jack, die Gefühle für Lacey entwickelt. | 16–19                 | Jacqueline Belle     |

## Ausstrahlung
Die Pilotfolge wurde im Anschluss an das Finale der dritten Staffel von Pretty Little Liars am 19. März 2013 als Vorschau ausgestrahlt. Der offizielle Serienstart fand am 11. Juni 2013 statt. Nach der elften Episode am 27. August 2013, legte die Serie eine halbjährige Pause ein. Die restlichen Folgen liefen zwischen dem 11. Februar und dem 1. April 2014.

## Episodenliste
| Nr. | Deutscher Titel                  | Originaltitel                      | Erstausstrahlung USA | Deutschsprachige Erstausstrahlung (D) | Regie         | Drehbuch                        |
| --- | -------------------------------- | ---------------------------------- | -------------------- | ------------------------------------- | ------------- | ------------------------------- |
| 1   | Eine Highschool in Aufruhr       | Pilot                              | 19. März 2013        | 3. Juni 2015                          | Jon Amiel     | Adam Milch                      |
| 2   | Der Überraschungsgast            | Grief Is a Five Letter Word        | 18. Juni 2013        | 3. Juni 2015                          | Gavin Polone  | Adam Milch                      |
| 3   | Öffentlicher Widerstand          | PSA de Resistance                  | 25. Juni 2013        | 4. Juli 2015                          | Joe Lazarov   | Andy Reaser                     |
| 4   | Archies Alibi                    | Sleeping with the Frenemy          | 2. Juli 2013         | 4. Juli 2015                          | Joshua Butler | Kay Reindl & Erin Maher         |
| 5   | Ein Fest, ein Brief und ein Kuss | The Fest and the Furious           | 9. Juli 2013         | 11. Juli 2015                         | Daisy Mayer   | Debra J. Fisher                 |
| 6   | Wieder vereint?                  | Three for the Road                 | 16. Juli 2013        | 11. Juli 2015                         | Joe Lazarov   | David Babcock                   |
| 7   | Verwirrende Gefühle              | We Need to Talk About Danny        | 23. Juli 2013        | 18. Juli 2015                         | Chris Grismer | Brian Studler                   |
| 8   | Dannys Party                     | Doc-Trauma                         | 30. Juli 2013        | 18. Juli 2015                         | Roger Kumble  | Andy Reaser & Phinneas Kiyomura |
| 9   | Die Lebenslüge                   | The Truth Will Out                 | 6. Aug. 2013         | 25. Juli 2015                         | Joe Lazarov   | Erin Maher & Kay Reindl         |
| 10  | Der Tag der Wahrheit             | Poison of Interest                 | 13. Aug. 2013        | 25. Juli 2015                         | Gavin Polone  | David Babcock                   |
| 11  | Ehrliche Gefühle                 | Out with the In-Crowd              | 27. Aug. 2013        | 1. Aug. 2015                          | Joe Lazarov   | Debra J. Fisher                 |
| 12  | Totgeglaubte leben länger        | Dead Men Tell Big Tales            | 11. Feb. 2014        | 1. Aug. 2015                          | Gavin Polone  | Charles Pratt, Jr.              |
| 13  | Die Wahrheit kommt ans Licht     | Sins of the Father                 | 18. Feb. 2014        | 8. Aug. 2015                          | Gavin Polone  | Adam Milch                      |
| 14  | Vergeben und vergessen?          | Home Is Where the Hurt Is          | 25. Feb. 2014        | 8. Aug. 2015                          | David Jackson | Stacy Rukeyser                  |
| 15  | Die Wende                        | Danny Indemnity                    | 4. März 2014         | 15. Aug. 2015                         | Chad Lowe     | Andy Reaser                     |
| 16  | Wahlkampf                        | The Son Also Falls                 | 11. März 2014        | 15. Aug. 2015                         | Teri Hatcher  | Ariana Jackson                  |
| 17  | Wer ist Charlie McBride          | You're a Good Man, Charlie McBride | 18. März 2014        | 22. Aug. 2015                         | Daisy Mayer   | Adam Milch                      |
| 18  | Das falsche Kind                 | Danny, Interrupted                 | 25. März 2014        | 22. Aug. 2015                         | Gavin Polone  | Stacy Rukeyser                  |
| 19  | Die düstere Wahrheit             | A Tale of Two Confessions          | 1. Apr. 2014         | 22. Aug. 2015                         | Gavin Polone  | Charles Pratt, Jr.              |

Special
| Nr. | Deutscher Titel | Originaltitel     | Erstausstrahlung USA | Deutschsprachige Erstausstrahlung (—) | Erzähler    |
| --- | --------------- | ----------------- | -------------------- | ------------------------------------- | ----------- |
| 1   | —               | Socio Studies 101 | 20. Aug. 2013        | —                                     | Ashton Moio |